# Lamberti (Münster)
Lamberti war bis 1903 eine Gemeinde im Landkreis Münster der preußischen Provinz Westfalen. Ihr Gebiet gehört heute zur Stadt Münster in Nordrhein-Westfalen.

## Geografie

Lage der Gemeinde Lamberti im 19. Jahrhundert

Die Gemeinde Lamberti umfasste das südliche Umland der Stadt Münster. Sie besaß anfänglich eine Fläche von 27,2 km² und nach 1875 eine Fläche von 24,4 km². Auf dem ehemaligen Gemeindegebiet befinden sich heute unter anderem die münsterschen Stadtteile Aaseestadt, Berg Fidel, Geistviertel, Gremmendorf, Mecklenbeck, Pluggendorf und Südviertel.

## Geschichte
Die Gemeinde Lamberti ging aus dem Kirchspiel Lamberti hervor, zu dem die drei Bauerschaften Geist, Delstrup und Mecklenbeck gehörten. Die namensgebende Pfarrkirche St. Lamberti lag nicht auf dem Gebiet der Gemeinde, sondern seit jeher in der Stadt Münster.
Das Gebiet der Gemeinde Lamberti gehörte nach der Napoleonischen Zeit zunächst zur Bürgermeisterei Mauritz im 1816 gegründeten Kreis Münster. Mit der Einführung der Westfälischen Landgemeindeordnung wurde 1843 aus der Bürgermeisterei Mauritz das Amt Sankt Mauritz.
Seit der Mitte des 19. Jahrhunderts dehnte sich die städtische Bebauung von Münster zunehmend auf die Gemeinde Lamberti aus. Im Jahre 1875 wurde der verstädterte Norden von Lamberti in die Stadt Münster eingemeindet und 1903 auch der übrige Teil der Gemeinde.

## Einwohnerentwicklung
| Jahr | Einwohner |
| ---- | --------- |
| 1832 | 977       |
| 1858 | 2555      |
| 1871 | 4556      |
| 1885 | 1528      |
| 1895 | 2705      |

## Söhne und Töchter des Ortes
- Heinrich von Zurmühlen (1776–1849), deutscher Landwirt, Amtmann und Abgeordneter